# ذراع الصلب (حالمين)

تعديل مصدري - تعديل

ذراع الصلب هي إحدى قرى عزلة حبيل الريدة بمديرية حالمين التابعة لمحافظة لحج، بلغ تعداد سكانها 33 نسمة حسب تعداد اليمن لعام 2004.